# Onthophagus sahai
Onthophagus sahai là một loài bọ cánh cứng trong họ Bọ hung (Scarabaeidae).